# Comecrudo jezici
Comacrudan je porodica sjevernoameričkih indijanskih jezika iz najjužnijeg Teksasa i sjeveroistočnog Meksika duž rijeke Rio Grande. Porodica Comacrudan dobiva ime po Comecrudo Indijancima, u značenju ('eat-raw' ; odnosno "raw meat eaters"). Podaci o njima su oskudni i porijeklom od europskih misionara i ranih putnika i istraživača. Plemena što govoraše ovim jezicima nazivana su raznim imenima i ima niz neidentificiranih grupa. Glavna tradicionalna plemenska imena su 
- a) Carrizos, obuhvaća niz bandi iz Teksasa i sjeveroistočnog Meksika.
- b) Comecrudo,
- c) Cotoname.

Porodica Comecrudan, ustanovljeno je, ne pripada nijednoj široj porodici nego je samostalna. 

## Vanjske poveznice
- Lengua Comecrudo